# Chất rắn

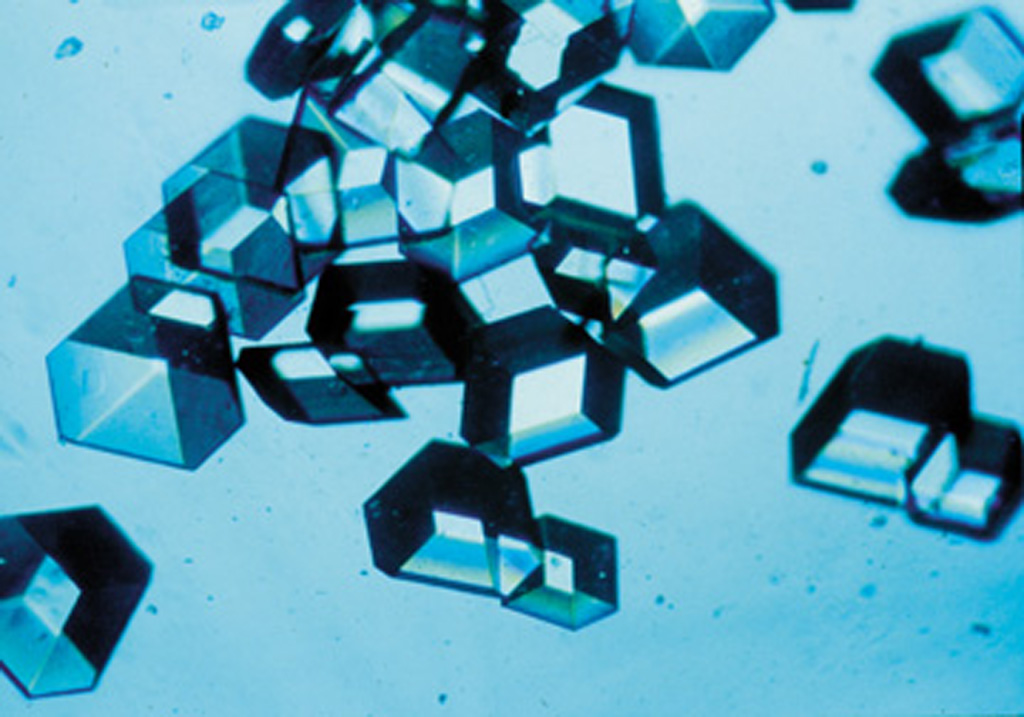
Dạng tinh thể đơn của insulin rắn.

Chất rắn dạng vật chất khác chất lỏng (các trạng thái khác là chất lỏng, chất khí và plasma). So với các trạng thái vật chất kia, các phân tử trong chất rắn sắp xếp chặt chẽ với nhau và chứa ít động năng nhất. Vật rắn được đặc trưng bởi độ cứng và khả năng chống lại lực tác dụng lên bề mặt (theo phương vuông góc hoặc phương tiếp tuyến). Những đặc tính này phụ thuộc vào tính chất của các nguyên tử cấu tạo nên chất rắn, cấu trúc sắp xếp, và lực liên kết giữa các nguyên tử đó. Chất rắn không chảy được như chất lỏng để có hình dạng như vật chứa của nó, cũng không nở ra để lấp đầy toàn bộ thể tích sẵn có như chất khí. Chất rắn không thể bị nén với áp suất nhỏ trong khi chất khí có thể nén được với áp suất nhỏ bởi vì các phân tử trong chất khí được chuyển động tự do.
Chất rắn thường được chia thành ba dạng cơ bản — tinh thể, vô định hình, và giả tinh thể. Tinh thể có cấu trúc nguyên tử được sắp xếp trật tự đều đặn và có tính lặp lại tuần hoàn. Hầu hết tất cả các kim loại và các khoáng chất như muối ăn (natri chloride) đều có cấu trúc tinh thể. Chất rắn vô định hình là vật chất mà các nguyên tử và phân tử đều không được sắp xếp theo một mạng không gian nhất định. Thủy tinh, nhựa, và gel là những loại chất rắn vô định hình. Chất rắn giả tinh thể (hay còn được gọi tựa tinh thể, quasi-crystal) có những cấu trúc đối xứng mới được khám phá, trong đó sự lặp lại của các nguyên tử không được tuần hoàn ở mỗi đoạn nhất định. Cấu trúc tựa tinh thể thường gặp ở các hợp kim của nhôm khi kết hợp với các kim loại khác như sắt, cobalt, hoặc nickel.
Ngành vật lý liên quan đến chất rắn được gọi là vật lý chất rắn, và là nhánh chính của vật lý vật chất ngưng tụ (bao gồm cả chất lỏng). Ngành khoa học vật liệu chủ yếu quan tâm đến các tính chất vật lý và hóa học của chất rắn. Ngành hóa học chất rắn đặc biệt quan tâm đến việc tổng hợp các vật liệu mới, cũng như khoa học xác định và thành phần hóa học.

## Cấu trúc vi mô

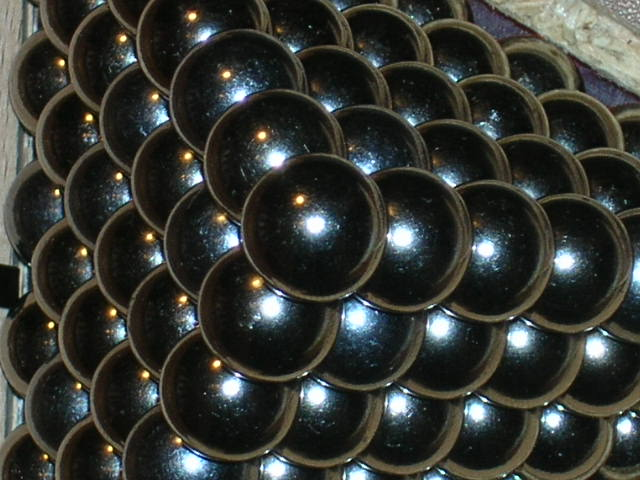
Mô hình của các nguyên tử được sắp xếp chặt chẽ trong một tinh thể rắn.

Các nguyên tử, phân tử hoặc ion tạo nên chất rắn có thể được sắp xếp một cách tuần hoàn đều đặn hoặc không đều. Vật liệu có các thành phần được sắp xếp theo một mô hình đều đặn, tuần hoàn được gọi là tinh thể. Trong một số trường hợp, trật tự sắp xếp đều đặn có thể kéo dài liên tục, không bị gián đoạn trên quy mô lớn, ví dụ như kim cương, trong đó mỗi viên kim cương là một đơn tinh thể. Các vật thể rắn đủ lớn để có thể nhìn thấy và cầm nắm được hiếm khi được cấu tạo từ một đơn tinh thể, mà thay vào đó được làm từ một số lượng lớn các đơn tinh thể, được gọi là đa tinh thể. Hầu hết tất cả các kim loại thông thường và vật liệu gốm là những đa tinh thể.
Một số vật liệu khác có cấu trúc nguyên tử không sắp xếp đều đặn trong một giới hạn dài của mạng không gian. Những vật chất này được gọi là chất rắn vô định hình; ví dụ bao gồm polystyrene, polycacbonat, và thủy tinh.
Cấu trúc của chất rắn (tinh thể hay vô định hình) phụ thuộc vào bản chất của liên kết hóa học, quá trình cơ nhiệt, và điều kiện hình thành chúng. Quá trình làm lạnh nhanh nhằm giữ dung dịch rắn ở trạng thái vô định hình và ngăn cản việc tạo mầm tinh thể; kết quả tạo ra chất rắn vô định hình. Quá trình làm nguội chậm hay ủ nguội sẽ tạo ra cấu trúc tinh thể.
Nhiều vật thể thông thường như nước đá hoặc một đồng xu có thành phần hóa học đồng nhất trong toàn bộ cấu trúc vật thể. Trong khi đó, một số vật liệu khác lại cấu thành từ nhiều chất khác nhau trong cấu trúc vật thể. Ví dụ, đá là một cấu trúc tổng hợp của nhiều loại chất khoáng và  mineraloid khác nhau với thành phần hóa học khác nhau. Các loại vật liệu xơ sợi thực vật như gỗ, tre... là những chất hữu cơ tự nhiên chủ yếu bao gồm các sợi xenlulo được nhúng trong một nền lignin hữu cơ. Trong ngành khoa học vật liệu, vật liệu composite được tạo ra từ nhiều vật liệu khác nhau nhằm đạt được những đặc tính mong muốn.

## Phân loại
Sự khác nhau về liên kết giữa các nguyên tử trong cấu trúc sẽ tạo ra những loại chất rắn khác nhau. Bốn loại liên kết nguyên tử thường gặp trong các tinh thể rắn: liên kết kim loại, liên kết ion, liên kết cộng hóa trị, và liên kết phân tử (lực van der Waals). Ví dụ, tinh thể natri chloride (muối ăn thông thường) được tạo thành từ hai ion, natri và clo, được giữ với nhau bằng liên kết ion. Trong liên kết kim loại, các electron hóa trị được di chuyển tự do giữa các nguyên tử kim loại, giúp kim loại và hợp kim của chúng có độ dẫn điện và dẫn nhiệt cao. Trong cấu trúc kim cương hoặc silicon, các nguyên tử chia sẻ electron và hình thành liên kết cộng hóa trị. Các tinh thể có liên kết cộng hóa trị có đặc tính cứng, một số loại có tính giòn. Lực Van der Waals, hình thành do sự dao động lưỡng cực của điện tích, là lực liên kết yếu, trong phạm vi gần (dưới 1 nanomet), giúp liên kết các tinh thể dạng tấm trong cấu trúc graphit hoặc các tấm silicat trong cấu trúc khoáng pyrophyllite. Do lực van der Waals là lực liên kết yếu, nên tinh thể có lực van der Waals sẽ có độ cứng thấp, nhiệt độ sôi và nhiệt độ nóng chảy thấp. Loại liên kết khác nhau sẽ làm cho tính chất của các loại chất rắn khác nhau.

### Kim loại

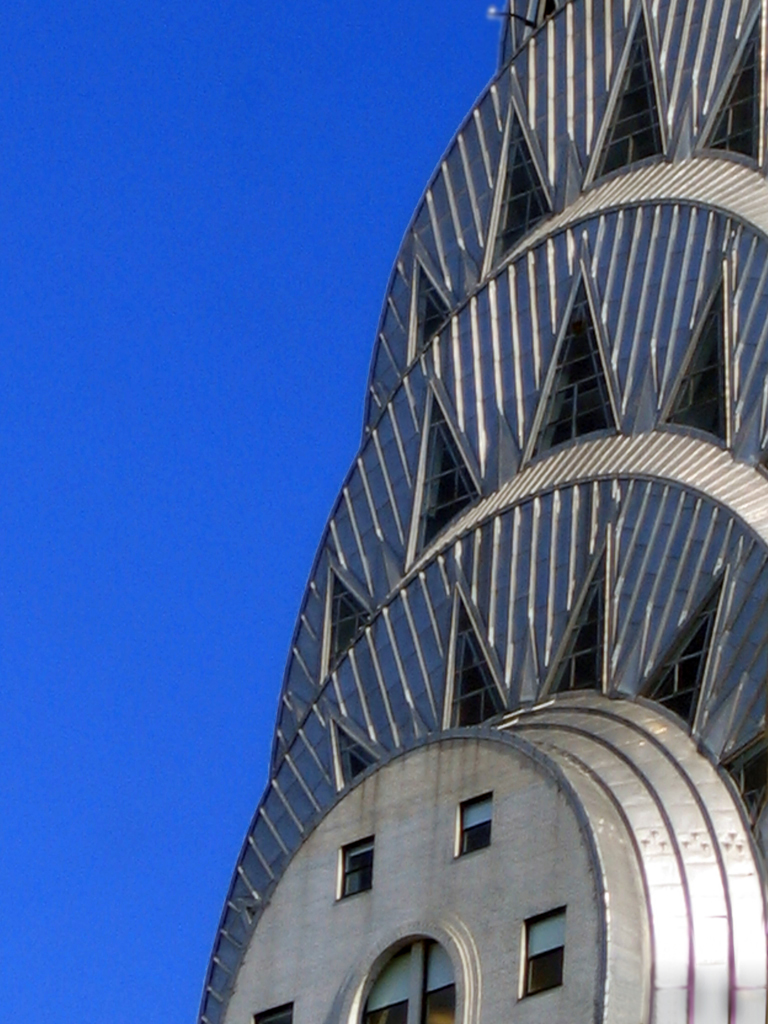
Đỉnh tháp của Tòa nhà Chrysler ở New York – tòa nhà xây dựng bằng gạch kết cấu thép cao nhất thế giới – được ốp bằng thép không gỉ.

Các kim loại thường là chất dẫn điện mạnh và dẫn nhiệt tốt. Phần lớn các nguyên tố trong bảng tuần hoàn, những nguyên tố nằm bên trái đường chéo vẽ từ bo đến poloni, là kim loại. Hỗn hợp của hai hoặc nhiều nguyên tố trong đó thành phần chính là kim loại được gọi là hợp kim.
Con người đã sử dụng kim loại, như đồng, bạc, hoặc chì, cho nhiều mục đích khác nhau từ thời tiền sử. Độ bền và độ tin cậy của kim loại đã dẫn đến việc chúng được sử dụng rộng rãi trong xây dựng các tòa nhà và các cấu trúc khác, cũng như trong hầu hết các phương tiện giao thông, nhiều thiết bị và dụng cụ, đường ống, biển báo đường bộ và đường sắt. Sắt và nhôm là hai kim loại kết cấu được sử dụng phổ biến nhất. Đồng thời, chúng cũng là những kim loại phong phú nhất trong vỏ Trái Đất. Sắt được sử dụng phổ biến nhất ở dạng hợp kim là thép. Do chứa tới 2,1% cacbon, nên thép cứng hơn nhiều so với sắt nguyên chất.
Vì kim loại là chất dẫn điện tốt, nên chúng có giá trị ứng dụng cao trong các thiết bị điện và để truyền tải điện đi xa với năng lượng hao phí thấp. Do đó, hệ thống lưới điện sử dụng cáp kim loại để phân phối điện. Ví dụ, hệ thống điện gia đình sử dụng dây điện bằng đồng vì đặc tính dẫn điện tốt và dễ gia công. Nhờ có tính dẫn nhiệt cao, kim loại được ứng dụng để sản xuất dụng cụ nấu nướng.
Việc nghiên cứu các nguyên tố kim loại và hợp kim của chúng chiếm một phần đáng kể trong các lĩnh vực hóa học chất rắn, vật lý, khoa học vật liệu và kỹ thuật.
Các ion kim loại, mang điện tích dương, được liên kết với nhau bằng tập hợp mật độ cao của những electron tự do; lực liên kết này được gọi là liên kết kim loại. Trong cấu trúc kim loại, các nguyên tử dễ dàng mất electron ngoài cùng (electron hóa trị), tạo thành ion dương. Các electron tự do di chuyển trên toàn bộ mạng không gian của chất rắn. Các ion kim loại được liên kết với nhau bằng tương tác tĩnh điện giữa các ion và đám mây electron. Nhờ vào số lượng lớn các electron tự do trong cấu trúc, nên kim loại có tính dẫn điện và dẫn nhiệt tốt. Các electron tự do cũng ngăn cản ánh sáng khả kiến, làm cho kim loại sáng bóng, phản chiếu ánh sáng, và rực rỡ.
Những mô hình hiện đại mô tả tính chất kim loại ghi nhận tác động của ion dương (ở trung tâm nguyên tử) lên electron tự do. Do hầu hết các kim loại đều có cấu trúc tinh thể, nên những ion này thường được sắp xếp thành mạng không gian lặp lại tuần hoàn. Về mặt toán học, điện thế của những ion dương trung tâm này có thể tính được bằng các mô hình toán học khác nhau, đơn giản nhất là mô hình electron gần như tự do.

### Khoáng chất

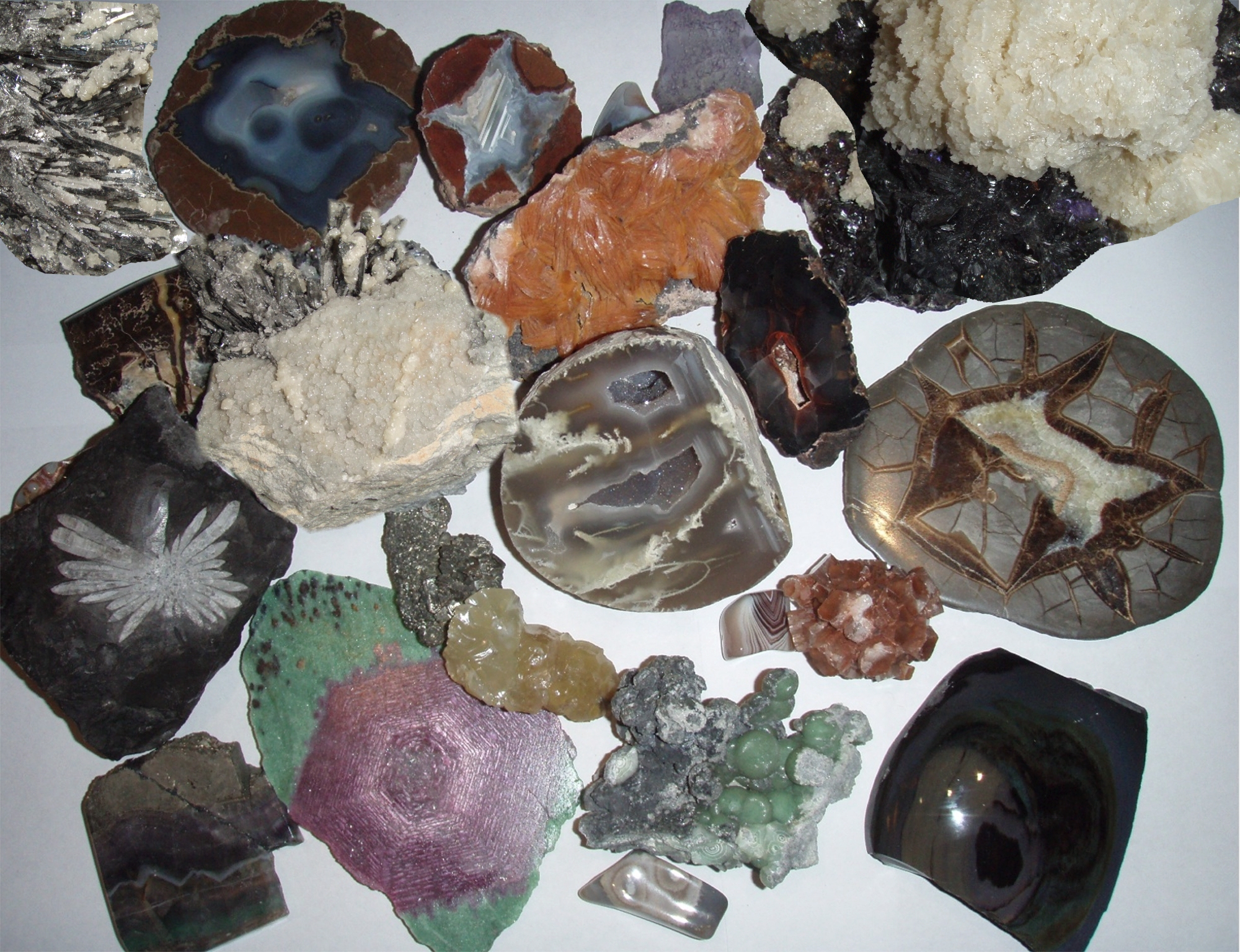
Một bộ sưu tập các khoáng chất khác nhau.

Khoáng chất là chất rắn có trong tự nhiên được hình thành thông qua các quá trình địa chất khác nhau dưới áp suất cao. Khoáng chất có thành phần cấu tạo đa dạng, từ các nguyên tố và muối đơn giản đến các hợp chất silicat rất phức tạp với hàng ngàn dạng hình thể. Ngược lại, một mẫu đá là một tập hợp ngẫu nhiên của các khoáng chất và/hoặc mineraloid, và không có thành phần hóa học cụ thể. Phần lớn các loại đá trong vỏ Trái Đất có chứa thạch anh (tinh thể SiO2), felspat, mica, clorit, cao lanh, calcit, créatinine, olivin, augit, hornblend, magnetit, hematit, limonit và một số khoáng chất khác. Một số khoáng chất như thạch anh, mica hoặc fenspat phổ biến, trong khi những khoáng chất khác chỉ được tìm thấy ở một số địa điểm trên toàn thế giới. Nhóm khoáng chất lớn nhất cho đến nay là silicat (hầu hết các loại đá có thành phần chứa ≥ 95% silicat), được cấu tạo phần lớn từ silic và oxy, với sự bổ sung của các ion nhôm, magiê, sắt, calci và các kim loại khác.

### Gốm sứ

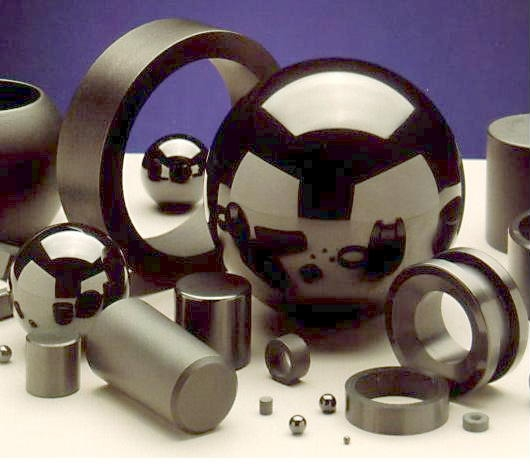
Bộ phận chịu lực bằng gốm Si_{3}N_{4}

Gốm sứ là những vật liệu vô cơ cấu tạo gồm những nguyên tố kim loại và phi kim liên kết hóa học với nhau. Chúng có thể tồn tại ở dạng tinh thể, phi tinh thể, hoặc hỗn hợp của cả hai dạng. Gốm sứ có độ cứng cao, độ bền nhiệt tốt, độ dẫn nhiệt và hệ số giãn nở vì nhiệt thấp. Ngoài ra, gốm sứ là vật liệu trơ về mặt hóa học, có khả năng chịu được sự ăn mòn hóa học xảy ra trong môi trường axit hoặc kiềm (xút ăn da). Gốm sứ thường có thể chịu được nhiệt độ cao từ 1000 đến 1600 °C (1800 đến 3000 °F). Các trường hợp ngoại lệ bao gồm các vật liệu vô cơ không phải oxit, chẳng hạn như nitrit, borid và cacbit.
Thành phần nguyên liệu thô để sản xuất gốm sứ truyền thống bao gồm khoáng sét như kaolinit, silica, và felspat. Đất sét, chiếm phần lớn trong thành phần cấu tạo của gốm sứ, có công thức Al
2O
3·2SiO
2·2H2O với lượng nhỏ tạp chất. Silica (SiO
2) có nhiệt độ nóng chảy cao nên giúp gốm sứ có tính chịu nhiệt tốt. Felspat (K
2O·Al
2O
3·6H2O) có nhiệt độ nóng chảy thấp, giúp kết dính các cấu tử chịu nhiệt lại với nhau. Các loại gốm sứ được phát triển gần đây hơn có chứa thêm nhôm oxit (alumin), carbide silic, và carbide wolfram trong thành phần cấu tạo. Carbide silic và carbide wolfram được đánh giá cao về khả năng chống mài mòn và do đó được sử dụng trong các ứng dụng như tấm mài mòn của thiết bị nghiền trong hoạt động khai thác.
Hầu hết các vật liệu gốm, chẳng hạn như alumin và các hợp chất của nó, được hình thành từ bột mịn, tạo ra một vi cấu trúc đa tinh thể hạt mịn chứa đầy các trung tâm tán xạ ánh sáng tương đương với bước sóng của ánh sáng khả kiến. Do đó, chúng thường là những vật liệu không trong suốt, trái ngược với những vật liệu trong suốt. Tuy nhiên, công nghệ kích thước nano gần đây (ví dụ như sol-gel) đã có thể sản xuất gốm sứ trong suốt đa tinh thể như alumin trong suốt và các hợp chất alumin cho các ứng dụng như laser công suất cao. Gốm sứ cao cấp cũng được sử dụng trong các ngành công nghiệp y học, điện, và điện tử.
Kỹ thuật gốm là khoa học và công nghệ tạo ra các vật liệu, bộ phận và thiết bị bằng gốm ở trạng thái rắn. Điều này được thực hiện bằng phương pháp phản ứng kết tủa từ các dung dịch hóa học dưới tác dụng của nhiệt, hoặc ở nhiệt độ thấp. Thuật ngữ này bao gồm quá trình tinh chế nguyên liệu thô, nghiên cứu và sản xuất các hợp chất hóa học có liên quan, sự hình thành các cấu tử, và việc nghiên cứu cấu trúc, thành phần cấu tạo, và tính chất của chúng.
Về mặt cơ học, vật liệu gốm có tính giòn, cứng, chịu nén mạnh và chịu lực kéo và cắt yếu. Vật liệu giòn có thể thể hiện độ bền kéo đáng kể bằng cách chịu tải trọng tĩnh. Độ bền cho biết vật liệu có thể hấp thụ bao nhiêu năng lượng trước khi hỏng hóc cơ học, trong khi độ bền đứt gãy (fracture toughness) (ký hiệu là KIc) mô tả khả năng của vật liệu với các sai hỏng mạng tinh thể vốn có nhằm chống lại sự đứt gãy thông qua sự phát triển và lan truyền vết nứt. Nếu một vật liệu có giá trị độ bền đứt gãy lớn, các nguyên tắc cơ bản của lĩnh vực cơ học đứt gãy cho thấy rằng nó rất có thể sẽ trải qua quá trình đứt gãy dẻo. Gãy giòn là tính chất đặc trưng của hầu hết các vật liệu gốm và gốm thủy tinh thường biểu hiện các giá trị KIc thấp (và không nhất quán).
Ví dụ về các ứng dụng của gốm sứ, độ cứng cực cao của zirconia được sử dụng trong sản xuất lưỡi dao, cũng như các dụng cụ cắt công nghiệp khác. Những loại vật liệu gốm sứ như nhôm oxit (Al
2O
3), bo carbide (B
4C), và silic carbide (SiC) đã được sử dụng trong áo chống đạn để có thể chịu được lực đạn của súng trường cỡ lớn. Silic nitride (Si
3N
4) được sử dụng trong các ổ bi sứ, nhờ vào đặc tính độ cứng cao giúp chúng chống mài mòn hiệu quả. Gốm sứ cũng có khả năng chống hóa chất và có thể được sử dụng trong môi trường ẩm ướt, nơi các ổ trục thép sẽ dễ bị ăn mòn do oxy hóa.
Một ví dụ khác về các ứng dụng gốm, vào đầu những năm 1980, Toyota đã nghiên cứu sản xuất động cơ đốt trong gốm đoạn nhiệt với buồng đốt làm bằng gốm. Động cơ gốm không yêu cầu hệ thống làm mát do đó cho phép giảm trọng lượng đáng kể và đạt hiệu suất nhiên liệu cao hơn. Trong một động cơ kim loại thông thường, phần lớn năng lượng thải ra từ nhiên liệu phải được tiêu tán dưới dạng nhiệt thải để ngăn chặn sự nóng chảy của các bộ phận kim loại. Gốm sứ cũng đang được nghiên cứu nhằm ứng dụng trong động cơ tuabin khí (Ceramic gas turbine – CGT). Động cơ tuabin làm bằng gốm sứ sử dụng trong máy bay có thể hoạt động hiệu quả hơn, giúp máy bay tầm hoạt động và khả năng chịu tải lớn hơn đối với một lượng nhiên liệu nhất định. Tuy nhiên, những động cơ như vậy không được sản xuất vì việc sản xuất các bộ phận bằng gốm với độ chính xác và độ bền cao là rất khó và tốn kém. Các phương pháp xử lý thường dẫn đến sự phân bố rộng rãi của các sai hỏng mạng tinh thể cực nhỏ, thường đóng vai trò bất lợi trong quá trình thiêu kết, dẫn đến sự gia tăng các vết nứt và cuối cùng là hỏng hóc cơ học.

### Gốm thủy tinh

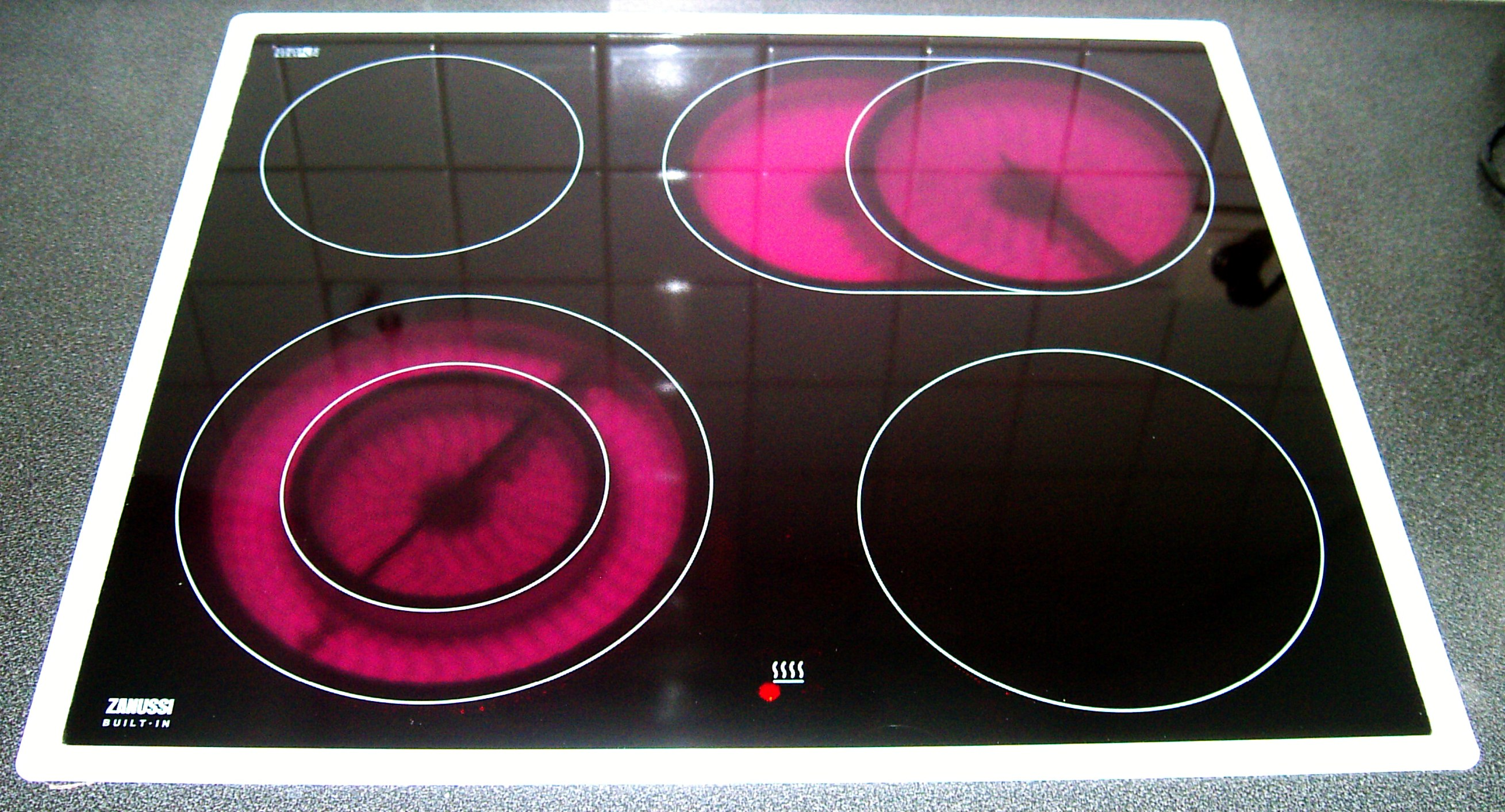
Mặt bếp bằng gốm thủy tinh có độ bền cao, khả năng truyền nhiệt tốt, độ giãn nở nhiệt không đáng kể.

Vật liệu gốm thủy tinh có nhiều đặc tính giống với cả thủy tinh (vô định hình) và gốm kết tinh (tinh thể). Chúng được tạo thành dưới dạng thủy tinh, và sau đó được kết tinh một phần bằng cách xử lý nhiệt, tạo ra cả pha vô định hình và pha tinh thể để các hạt tinh thể được phân bố đều trên nền pha vô định hình.
Gốm thủy tinh được sử dụng để làm dụng cụ nấu ăn (ban đầu được biết đến với tên thương hiệu Pyroceram và Vision của hãng CorningWare) và mặt bếp do có hệ số truyền nhiệt cao, tính chịu nhiệt tốt, không dẫn điện, và trong suốt. Hệ số giãn nở nhiệt âm của pha gốm kết tinh có thể cân bằng với hệ số dương của pha thủy tinh. Tại một điểm kết tinh nhất định (khoảng 70% thể tích cấu trúc là pha tinh thể) gốm thủy tinh có hiệu hệ số giãn nở nhiệt gần bằng không.
Gốm thủy tinh có những ưu điểm như tính bền trong điều kiện nhiệt độ thay đổi nhanh, ổn định về mặt hóa học, dễ gia công cơ khí, và chịu mài mòn tốt. Gốm thủy tinh cũng có thể xuất hiện ngoài tự nhiên khi sét đánh vào các hạt tinh thể (ví dụ như thạch anh) có trong cát biển. Trong trường hợp này, nhiệt độ cực cao và tức thời của tia sét (khoảng 2.500 °C) làm nóng chảy tinh thể, tạo ra cấu trúc rỗng và phân nhánh được gọi là fulgurite.

### Chất rắn hữu cơ

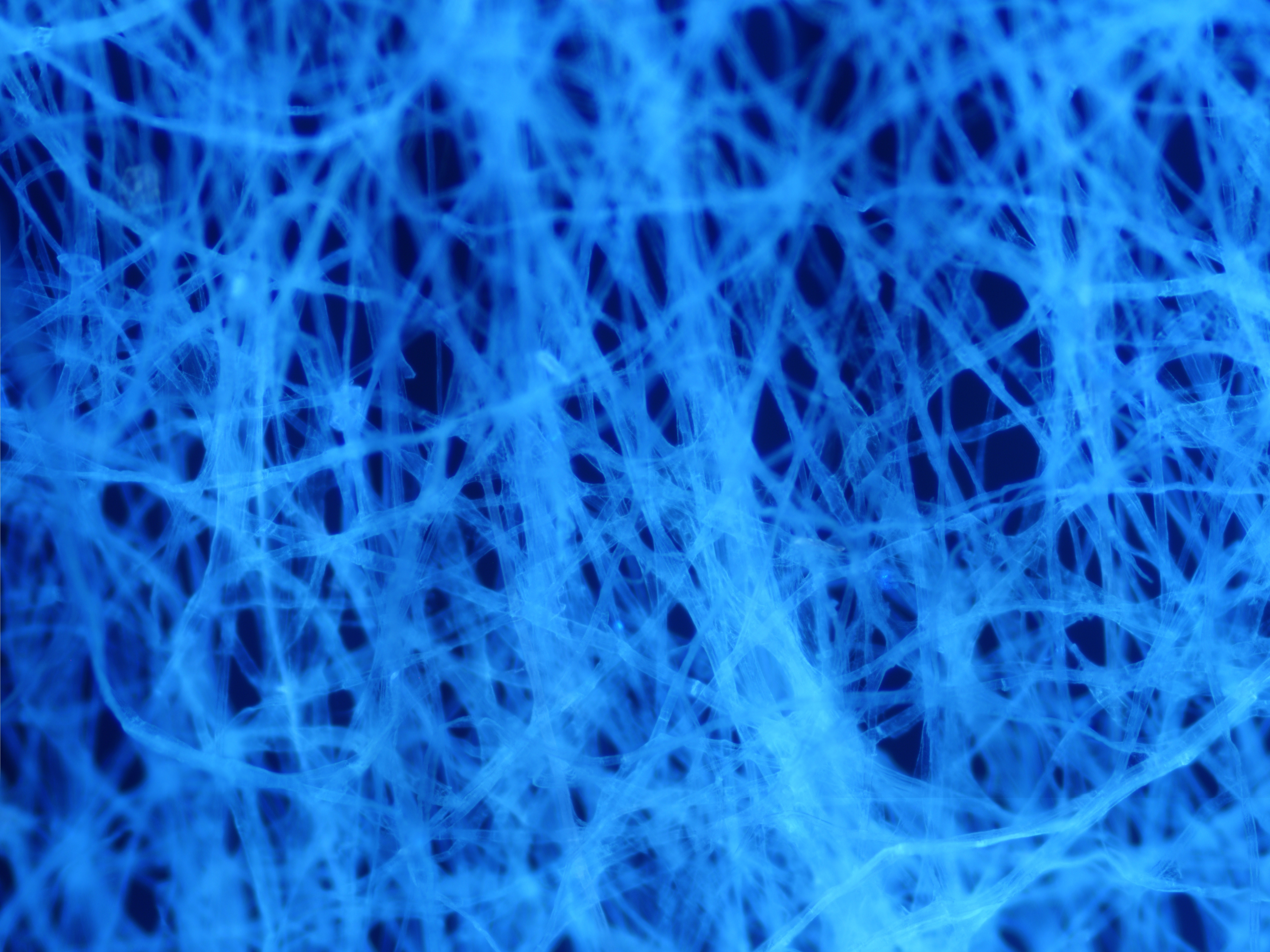
Các sợi bột gỗ riêng lẻ trong mẫu này có đường kính khoảng 10 µm.

Hóa học hữu cơ nghiên cứu cấu trúc, tính chất, thành phần, phản ứng và điều chế bằng cách tổng hợp (hoặc các phương tiện khác) các hợp chất hóa học của cacbon và hydro, có thể chứa bất kỳ nguyên tố nào khác như nitơ, oxy và các halogen: flo, clo, brom và iod. Một số hợp chất hữu cơ cũng có thể chứa các nguyên tố phosphor hoặc lưu huỳnh. Ví dụ về chất rắn hữu cơ bao gồm gỗ, sáp parafin, naphthalene và nhiều loại polyme và chất dẻo.

#### Gỗ
Gỗ là một vật liệu hữu cơ tự nhiên chủ yếu bao gồm các sợi xenlulo được phân bố đều trong nền lignin. Về tính chất cơ học, sợi trong gỗ có độ bền đứt cao và nền ma trận lignin (vốn là những polymer hữu cơ phức tạp) giúp gỗ chịu nén tốt. Vì vậy, gỗ là một vật liệu xây dựng quan trọng kể từ khi con người bắt đầu xây dựng nơi ở và đóng tàu thuyền. Gỗ được sử dụng cho công việc xây dựng thường được gọi là gỗ xẻ hoặc gỗ mộc. Trong xây dựng, gỗ không chỉ là vật liệu kết cấu mà còn được dùng để tạo khuôn để đổ bê tông.
Vật liệu làm từ gỗ cũng được sử dụng rộng rãi để đóng gói (ví dụ như bìa cứng) và giấy, cả hai đều được tạo ra từ bột giấy. Quá trình sản xuất bột giấy theo phương pháp hóa học sử dụng sự kết hợp của nhiệt độ cao và hóa chất kiềm (kraft) hoặc axit (sulfit) để phá vỡ các liên kết hóa học của lignin trước khi đốt cháy.

#### Polymer

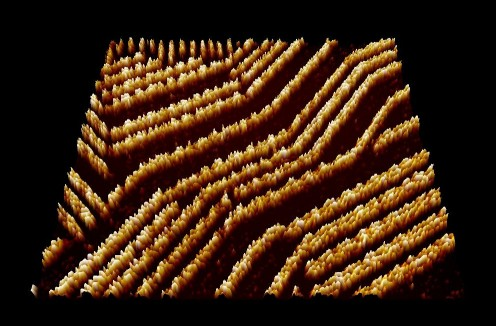
Hình ảnh STM của các chuỗi siêu phân tử tự lắp ráp của chất bán dẫn hữu cơ quinacridone trên than chì.

Polyme là nhóm những hợp chất cao phân tử được tạo thành từ những đơn vị cấu trúc được lặp đi lặp lại, liên kết với nhau bằng liên kết cộng hóa trị, hình thành một phân tử dạng mạch dài. Nếu polyme chỉ gồm một loại đơn vị cấu trúc tạo nên, thì sẽ được gọi là polyme đồng thể (homopolymer); nếu có từ hai loại polyme khác nhau cùng tham gia cấu tạo nên phân tử polyme, thì sẽ được gọi là polyme đồng trùng hợp (copolymer). Một trong những sản phẩm polyme đơn giản nhất là polyetylen được hình thành từ quá trình polyme hóa những phân tử etylen. Hai nhóm polyme chính tồn tại: những polyme được sản xuất nhân tạo được gọi là polyme công nghiệp hoặc polyme tổng hợp (chất dẻo) và những loại có nguồn gốc tự nhiên là polyme sinh học.
Những đơn vị cấu trúc lặp lại này được gọi là monome. Các monome có thể có nhiều nhóm thế hoặc các nhóm chức khác nhau, có thể ảnh hưởng đến những tính chất hóa học của các hợp chất hữu cơ, chẳng hạn như tính hòa tan và tính hoạt hóa, cũng như những tính chất vật lý, như độ cứng, tỷ trọng, độ bền cơ học hoặc độ bền kéo, khả năng chống mài mòn, tính chịu nhiệt, độ trong suốt, màu sắc, v.v.. Trong protein, những khác biệt này cho phép polyme có khả năng áp dụng cấu trúc hoạt động sinh học ưu tiên hơn những cấu trúc khác (xem phần tự lắp ráp).

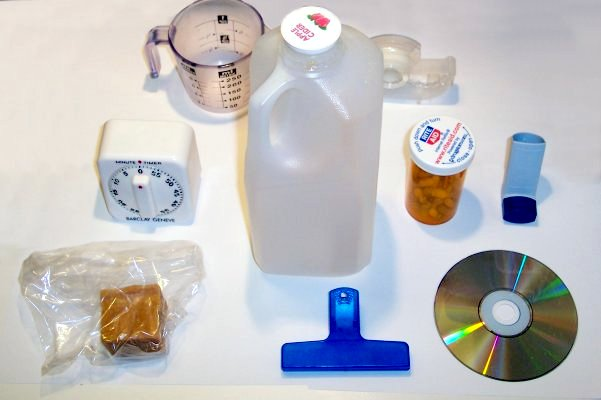
Đồ gia dụng bằng nhựa các loại.

Con người đã sử dụng polyme hữu cơ tự nhiên trong nhiều thế kỷ dưới dạng sáp và shellac, được xếp vào loại polyme nhiệt dẻo. Một loại polyme thực vật có tên là cellulose cung cấp độ bền kéo cho sợi tự nhiên và dây thừng. Vào đầu thế kỷ 19, cao su tự nhiên, một loại polyme hữu cơ tự nhiên, đã được sử dụng rộng rãi. Polyme là nguyên liệu thô (dưới dạng nhựa dẻo – resin) được sử dụng để tạo ra chất dẻo. Nhựa (plastics) là sản phẩm cuối cùng, được tạo ra sau khi một hoặc nhiều polyme hoặc chất phụ gia được thêm vào resin trong quá trình chế biến, sau đó được định hình thành dạng cuối cùng. Các loại polyme đã có từ lâu và đang được sử dụng rộng rãi hiện nay, bao gồm polyetylen gốc cacbon, polypropylen, polyvinyl chloride, polystyren, nylon, polyeste, acrylic, polyurethane và polycarbonat, và silicon gốc silicon. Nhựa thường được phân loại là nhựa "hàng hóa", "đặc thù" và "kỹ thuật".

### Vật liệu composite

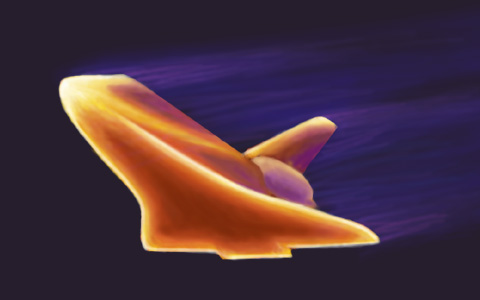
Mô phỏng bên ngoài của Tàu con thoi khi nó nóng lên hơn 1500 ° C trong quá trình vào lại khí quyển

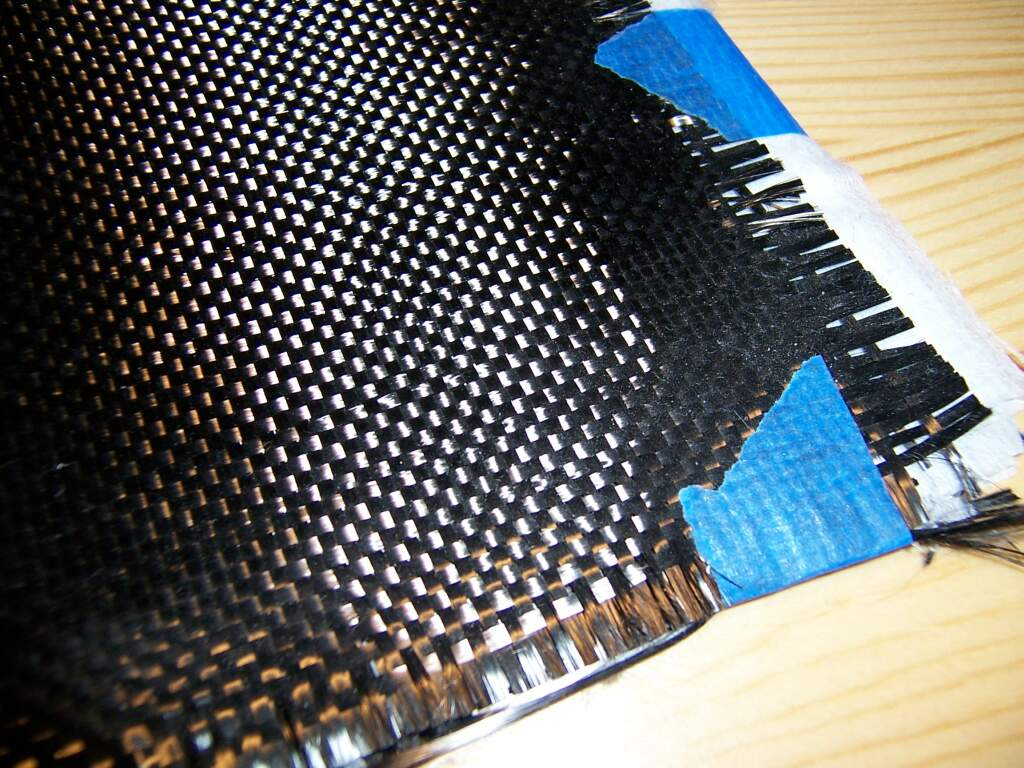
Một vải dệt sợi carbon, một yếu tố phổ biến trong các vật liệu composite

Composite là loại vật liệu đa pha, với các pha khác nhau về mặt hóa học và phân cách nhau bằng ranh giới pha, được tạo ra nhờ quá trình kết hợp nhân tạo từ những vật liệu khác nhau nhằm tạo ra những đặc tính mà từng vật liệu thành phần không có được. Một chất chỉ được gọi là vật liệu composite khi thỏa mãn được ba điều kiện. Thứ nhất, vật liệu phải được sản xuất nhân tạo (do vậy, các loại vật liệu tự nhiên như gỗ không được xem là vật liệu composite). Thứ hai, vật liệu cấu tạo từ nhiều pha có tính chất vật lý và hóa học khác nhau, các pha phân bố đều đặn, phân cách nhau bằng ranh giới pha. Thứ ba, vật liệu composite phải có tính chất khác biệt với tính chất của từng loại cấu tử tạo thành riêng rẽ. Hai loại vật liệu chính của composite là vật liệu nền (matrix) và vật liệu cốt (fiber). Ngoài ra, trong quá trình sản xuất, composite còn được thêm vào chất liên kết, chất bao phủ, và chất độn. Vật liệu nền có nhiệm vụ gắn kết và phân bố cốt, đồng thời truyền lực tác động bên ngoài đến vật liệu cốt. Dựa theo loại vật liệu nền, có thể phân loại composite thành ba nhóm: composite nền chất dẻo (polyme) – PMC, composite nền kim loại – MMC, và composite nền ceramic – CMC.
Vật liệu composite được ứng dụng rất đa dạng, từ những vật liệu kết cấu như bê tông cốt thép, đến gạch cách nhiệt vốn đóng vai trò quan trọng trong hệ thống bảo vệ nhiệt tàu con thoi của NASA; loại gạch này được sử dụng để bảo vệ bề mặt của tàu con thoi khỏi sức nóng gây ra do bầu khí quyển trong hành trình bay về Trái Đất. Một ví dụ của loại vật liệu cách nhiệt này là Cacbon gia cường–Cacbon (RCC), có thể chịu được nhiệt độ lên đến 1510 °C (2750 °F), giúp bảo vệ nắp mũi và các cạnh đầu của cánh tàu con thoi. RCC là vật liệu composite cấu tạo gồm nhiều lớp vải rayon than chì và được tẩm nhựa phenolic. Sau khi lưu hóa ở nhiệt độ cao trong lò sấy, những tấm RCC được nhiệt phân để chuyển nhựa thành carbon, được ngâm tẩm với cồn furfural trong buồng chân không, và sau đó được nhiệt phân để chuyển từ cồn furfural thành cacbon. Để cung cấp khả năng chống oxy hóa giúp RCC có thể tái sử dụng, các lớp bên ngoài RCC được chuyển thành carbide silic.
Những vật dụng gia dụng làm bằng vật liệu composite bao gồm vỏ nhựa của TV, điện thoại di động, v.v. Vỏ nhựa của những thiết bị này là loại vật liệu composite nền nhựa nhiệt dẻo như Acrylonitrin butadien styren (ABS) trong đó đá phấn calci cacbonat, bột talc, sợi thủy tinh hoặc sợi cacbon đã được thêm vào để tăng cường độ bền, khối lượng, hoặc tính phân tán tĩnh điện. Những chất bổ trợ này thường được gọi là sợi gia cường hoặc chất phân tán, tùy thuộc vào mục đích sử dụng của chúng.
Do đó, vật liệu nền bao quanh và hỗ trợ các vật liệu gia cường (vật liệu cốt) bằng cách duy trì vị trí tương đối của chúng. Vật liệu gia cường bổ sung các tính chất cơ học và vật lý đặc biệt của chúng nhằm giúp tăng cường các đặc tính của vật liệu nền. Sự kết hợp tương hỗ này tạo ra các thuộc tính vật liệu không có sẵn từ các vật liệu cấu thành riêng lẻ, đồng thời, sự đa dạng của vật liệu nền và vật liệu tăng cường giúp những nhà thiết kế sản phẩm có thể chọn ra công thức phối trộn tối ưu.

### Chất bán dẫn

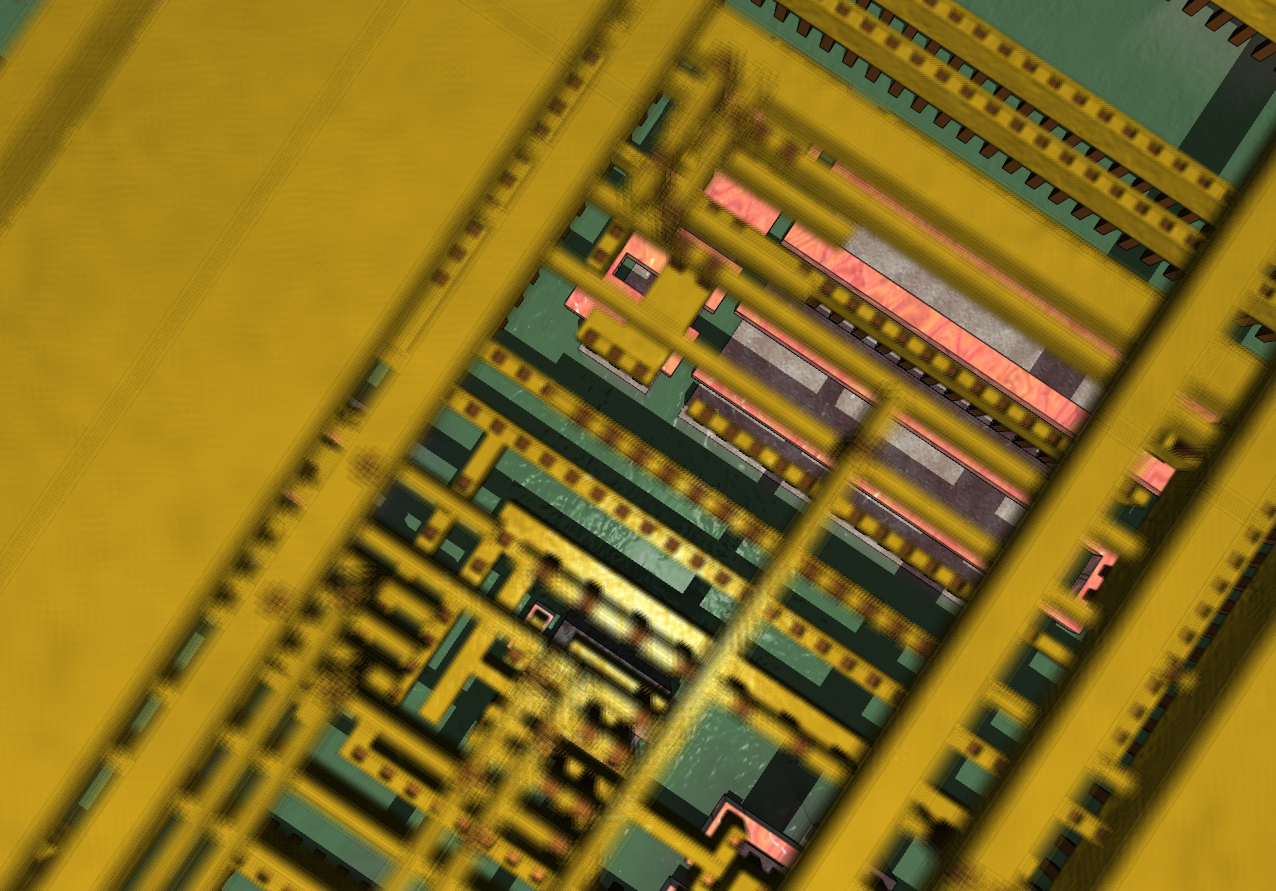
Chip bán dẫn trên nền silicon kết tinh.

Chất bán dẫn là vật liệu có giá trị điện trở suất (và độ dẫn điện) nằm giữa giá trị điện trở suất của chất dẫn điện kim loại và chất cách điện phi kim loại. Chúng có thể được tìm thấy trong bảng tuần hoàn di chuyển theo đường chéo xuống từ nguyên tố Bo. Những nguyên tố bên trái là vật liệu dẫn điện (kim loại) còn những nguyên tố bên phải là chất cách điện.
Những thiết bị làm từ vật liệu bán dẫn là nền tảng của ngành điện tử hiện đại, bao gồm radio, máy tính, điện thoại, v.v. Những linh kiện bán dẫn bao gồm bóng bán dẫn, pin mặt trời, điod và mạch tích hợp. Tấm quang điện mặt trời là thiết bị bán dẫn lớn, trực tiếp biến đổi ánh sáng thành năng lượng điện.
Trong một vật dẫn điện kim loại, dòng điện được mang theo bởi dòng di chuyển electron, nhưng trong chất bán dẫn, dòng điện có thể được di chuyển bởi các electron hoặc bởi các "lỗ trống" tích điện dương trong cấu trúc dải điện tử của vật liệu. Các vật liệu bán dẫn phổ biến bao gồm silic, germani và gali arsenua.

### Vật liệu nano

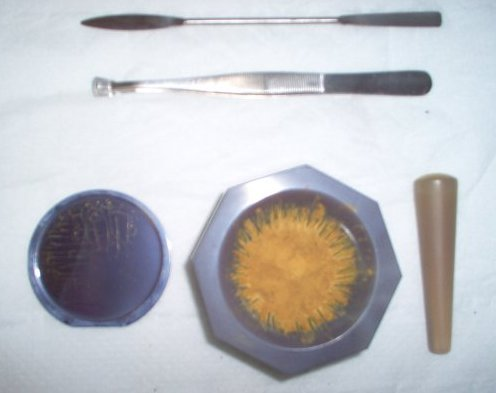
Silicon số lượng lớn (trái) và thuốc nano silicon (phải)

Nhiều chất rắn truyền thống thể hiện các đặc tính khác nhau khi chúng được co lại ở kích thước nanomet. Ví dụ, các hạt nano của vàng và silicon (trạng thái bình thường là màu xám) có màu đỏ; các hạt nano vàng nóng chảy ở nhiệt độ thấp hơn nhiều (khoảng 300 °C trong kích cỡ 2,5 nm) so với vàng ở dạng tấm (1064 °C); và các sợi nano kim loại bền hơn nhiều so với chính kim loại đó ở dạng khối. Diện tích bề mặt của các hạt nano rất lớn, giúp chúng được quan tâm nghiên cứu để sản xuất một số ứng dụng nhất định trong lĩnh vực năng lượng. Ví dụ, kim loại bạch kim có thể được dùng làm chất xúc tác nhiên liệu ô tô hoặc pin nhiên liệu màng trao đổi proton (PEM). Ngoài ra, các oxit gốm (hoặc gốm kim loại) của lanthan, xeri, mangan và niken hiện đang được phát triển như pin nhiên liệu oxit rắn (SOFC). Các hạt nano lithi, lithi-titanat và tantali đang được ứng dụng trong pin Li-ion. Các hạt nano silicon đã được chứng minh là có thể mở rộng đáng kể dung lượng lưu trữ của pin Li-ion trong chu kỳ giãn nở–co lại. Các sợi nano silicon có thể hoạt động tuần hoàn mà không bị suy giảm và có tiềm năng sử dụng trong pin với thời gian lưu trữ được mở rộng đáng kể. Các hạt nano silic cũng đang được sử dụng trong các pin năng lượng mặt trời dạng mới. Sự kết bám màng mỏng của các chấm lượng tử silicon trên nền silicon đa tinh thể của tế bào quang điện (năng lượng mặt trời) làm tăng sản lượng điện áp lên tới 60% bằng cách phát huỳnh quang của ánh sáng tới trước khi tiếp nhận. Ở đây một lần nữa, diện tích bề mặt của các hạt nano (và màng mỏng) đóng một vai trò quan trọng trong việc tối đa hóa lượng bức xạ được hấp thụ.

### Vật liệu sinh học

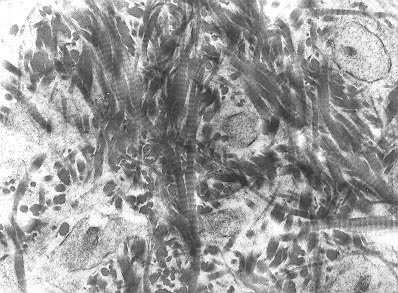
Sợi collagen của xương được dệt thành

Nhiều vật liệu tự nhiên (hoặc sinh học) là vật liệu tổng hợp phức tạp với các đặc tính cơ học đáng chú ý. Những cấu trúc phức tạp này, đã hình thành từ hàng trăm triệu năm tiến hóa, là nguồn cảm hứng cho các nhà khoa học vật liệu trong việc thiết kế các vật liệu mới. Các đặc điểm xác định của chúng bao gồm cấu trúc phân cấp, tính đa chức năng và khả năng tự phục hồi. Tính tự tổ chức cũng là một đặc điểm cơ bản của nhiều vật liệu sinh học và cách thức mà các cấu trúc được lắp ráp từ cấp độ phân tử trở lên. Do đó, tự sắp xếp (self-assembly) đang nổi lên như một chiến lược mới trong tổng hợp hóa học của vật liệu sinh học hiệu suất cao.

## Tính chất vật lý
Tính chất vật lý của các nguyên tố và hợp chất cung cấp thông tin về thành phần hóa học bao gồm mùi, màu sắc, thể tích, tỷ trọng (khối lượng trên một đơn vị thể tích), điểm nóng chảy, điểm sôi, nhiệt dung, hình thể và hình dạng vật lý ở nhiệt độ phòng (rắn, lỏng hoặc khí; tinh thể lập phương, tam giác, v.v.), độ cứng, độ xốp, chỉ số khúc xạ và nhiều tính chất khác. Phần này thảo luận về một số tính chất vật lý của vật liệu ở trạng thái rắn.

### Tính chất cơ học

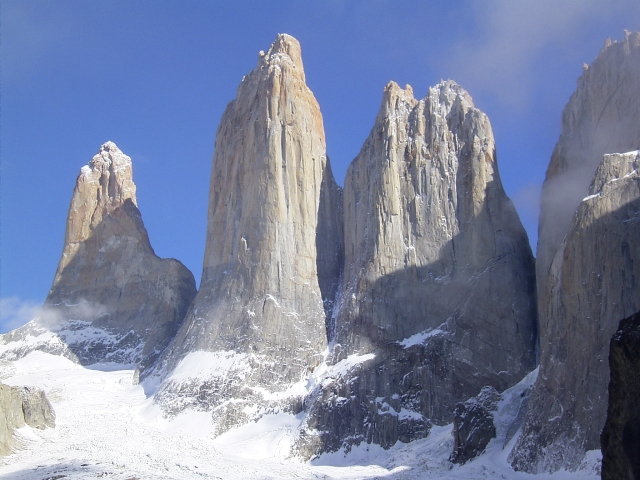
Sự hình thành đá granit ở Patagonia thuộc Chile. Giống như hầu hết các khoáng chất vô cơ được hình thành do quá trình oxy hóa trong khí quyển Trái Đất, đá granit chủ yếu bao gồm tinh thể silica SiO_{2} và alumin Al_{2}O_{3}.

Tính chất cơ học của vật liệu mô tả các đặc điểm như độ bền và khả năng chống biến dạng của chúng. Ví dụ, dầm thép được sử dụng trong xây dựng vì độ bền cao của chúng, có nghĩa là chúng không bị gãy hoặc uốn cong đáng kể dưới tải trọng.
Các tính chất cơ học bao gồm độ đàn hồi và độ dẻo, độ bền kéo, độ bền nén, độ bền cắt, độ bền đứt gãy, độ dẻo (những vật liệu giòn có độ dẻo thấp) và độ cứng lõm. Cơ học chất rắn là môn kỹ thuật nghiên cứu về hoạt động của vật chất rắn dưới các tác động bên ngoài như ngoại lực và sự thay đổi nhiệt độ.
Chất rắn không thể hiện tính chảy ở cấu trúc vĩ mô như chất lỏng. Bất kỳ mức độ nào khác với hình dạng ban đầu của nó được gọi là sự biến dạng. Tỷ lệ của sự biến dạng so với kích thước ban đầu được gọi là biến dạng. Nếu ứng suất tác dụng đủ thấp, hầu như tất cả các vật liệu rắn đều hoạt động theo cách mà biến dạng tỷ lệ thuận với ứng suất (định luật Hooke). Hệ số tỷ trọng được gọi là môđun đàn hồi hay môđun Young. Vùng biến dạng này được gọi là vùng đàn hồi tuyến tính. Ba mô hình có thể mô tả cách một vật rắn phản ứng với một ứng suất:
- Tính đàn hồi – Khi một ứng suất tác dụng bị loại bỏ, vật liệu trở lại trạng thái bình thường (khi không biến dạng) của nó.
- Nhớt đàn hồi – Đây là những vật liệu hoạt động đàn hồi, nhưng cũng có giảm chấn. Khi không còn ứng suất tác dụng, công được thực hiện để chống lại các hiệu ứng giảm biến dạng (do ma sát) và được chuyển thành nhiệt năng trong vật liệu. Điều này dẫn đến một vòng lặp trễ trong đường cong ứng suất–biến dạng. Điều này ngụ ý rằng phản ứng cơ học có sự phụ thuộc vào thời gian.
- Tính dẻo – Khi ứng suất tác động lên vật liệu vốn có tính đàn hồi nhỏ hơn giá trị giới hạn chảy, vật liệu đó sẽ thể hiện tính đàn hồi. Khi ứng suất lớn hơn giới hạn chảy, vật liệu sẽ có tính dẻo và không trở lại trạng thái trước đó. Biến dạng dẻo xảy ra sau điểm giới hạn chảy có tính chất không thuận nghịch, trở nên bền vững cố định.

Nhiều vật liệu trở nên yếu hơn ở nhiệt độ cao. Vật liệu giữ được độ bền ở nhiệt độ cao được gọi là vật liệu chịu lửa; những loại vật liệu này được ứng dụng cho nhiều mục đích khác nhau. Ví dụ, gốm thủy tinh được sử dụng làm mặt bếp, vì có những đặc tính cơ học tốt và bền nhiệt trong điều kiện nhiệt độ thay đổi nhanh và liên tục lên đến 1000 °C. Trong ngành hàng không vũ trụ, các vật liệu hiệu suất cao được sử dụng trong thiết kế ngoại thất của máy bay và tàu vũ trụ phải có khả năng chống sốc nhiệt cao. Do đó, sợi tổng hợp được làm từ các polyme hữu cơ và các vật liệu composite – composite nền polyme, gốm, hoặc nền kim loại – và các polyme sợi gia cường hiện đang được thiết kế với mục đích này.

### Tính chất nhiệt

Các phương thức dao động nguyên tử bình thường trong chất rắn kết tinh.

Các nguyên tử hoặc phân tử chất rắn có vị trí nhất định trong mạng không gian, được sắp xếp theo trật tự nhất định trong không gian ba chiều, và có thể dao động xung quanh vị trí của chúng. Lý thuyết động học của chất rắn dựa trên lý thuyết quang phổ của dao động mạng tinh thể trong mạng lưới tinh thể hoặc thủy tinh. Chuyển động này xảy ra ở cấp độ nguyên tử, do đó không thể quan sát hoặc phát hiện được nếu không có thiết bị chuyên dụng cao, chẳng hạn như thiết bị được sử dụng trong quang phổ.
Tính chất nhiệt của chất rắn bao gồm tính dẫn nhiệt, là tính chất của vật liệu biểu thị khả năng dẫn nhiệt. Chất rắn cũng có nhiệt dung riêng, là khả năng tích trữ năng lượng của vật liệu dưới dạng nhiệt (hay dao động mạng tinh thể nhiệt).

### Tính chất điện
Những tính chất điện của chất rắn bao gồm độ dẫn điện, điện trở, trở kháng và điện dung. Chất dẫn điện như kim loại và hợp kim có tính chất đối lập với những vật liệu cách điện như thủy tinh và gốm sứ. Chất bán dẫn có tính chất trung gian giữa hai loại vật liệu này. Đối với kim loại, sự dẫn điện được tạo ra do các electron, còn trong chất bán dẫn, cả electron và lỗ trống đều góp phần tạo ra dòng điện. Ngoài ra, trong vật dẫn ion, những ion cũng hỗ trợ tạo ra dòng điện.
Nhiều vật liệu cũng thể hiện tính siêu dẫn ở nhiệt độ thấp; chúng bao gồm các nguyên tố kim loại như thiếc và nhôm, các hợp kim kim loại khác nhau, một số chất bán dẫn được pha tạp chất nhiều và một số vật liệu gốm nhất định. Điện trở suất của hầu hết các vật dẫn điện kim loại thường giảm dần khi nhiệt độ hạ xuống, nhưng điểm giới hạn vẫn không quá thấp. Tuy nhiên, trong chất siêu dẫn, điện trở đột ngột giảm xuống bằng không khi vật liệu được làm lạnh dưới nhiệt độ tới hạn của nó. Dòng điện chạy trong một vòng dây siêu dẫn có thể tồn tại vô thời hạn mà không cần nguồn điện.
Chất điện môi, hay chất cách điện, là vật liệu có khả năng chống lại dòng điện chạy qua. Một chất điện môi, chẳng hạn như chất dẻo, có xu hướng tập trung điện trường đặt vào trong chính nó, đặc tính này được sử dụng trong tụ điện. Tụ điện là một thiết bị điện có thể lưu trữ năng lượng trong điện trường giữa một cặp vật dẫn đặt cách nhau gần nhau (gọi là "bản"). Khi đặt hiệu điện thế vào tụ điện, các điện tích có độ lớn bằng nhau, nhưng có điện cực trái dấu, tích tụ trên mỗi bản tụ. Tụ điện được sử dụng trong các mạch điện như thiết bị lưu trữ năng lượng, cũng như trong các bộ lọc điện tử để phân biệt giữa tín hiệu tần số cao và tần số thấp.

#### Tính chất cơ điện
Áp điện là khả năng của một số vật liệu (ở dạng tinh thể hoặc ceramic) sinh ra dòng điện và điện áp khi chịu tác dụng lực cơ học. Ngược lại, khi có hiệu điện thế đặt vào hai đầu tinh thể áp điện, chúng sẽ thay đổi hình dạng. Các vật liệu polyme như cao su, len, tóc, xơ gỗ và lụa thường hoạt động như những electret (một loại vật liệu điện môi). Ví dụ, polyme polyvinylidene fluoride (nhựa PVDF) phản hồi áp điện lớn hơn nhiều lần so với vật liệu áp điện truyền thống như thạch anh (SiO2 tinh thể). Độ biến dạng (khoảng 0,1%) có lợi cho các ứng dụng kỹ thuật hữu ích như nguồn điện cao thế, loa phóng thanh, tia laser, cũng như các cảm biến hoặc đầu dò hóa học, sinh học và quang học.

### Tính chất quang học
Vật liệu có thể truyền ánh sáng (ví dụ như thủy tinh) hoặc phản xạ ánh sáng (ví dụ như kim loại). Ánh sáng có thể truyền xuyên qua vật liệu ở một số bước sóng trong khi bị chặn lại ở một số bước sóng khác. Ví dụ, kính cửa sổ trong suốt đối với ánh sáng nhìn thấy, nhưng lại ngăn sự truyền ánh sáng của tia cực tím. Đặc tính này được sử dụng cho các bộ lọc quang học hấp thu chọn lọc dựa trên bước sóng của ánh sáng tới.
Tùy vào mục đích, vật liệu rắn cần có cả tính chất quang học và cơ lý. Ví dụ, các cảm biến trên tên lửa di chuyển hồng ngoại ("tầm nhiệt") được bảo vệ bằng một lớp vật liệu bọc bên ngoài trong suốt đối với bức xạ hồng ngoại. Vật liệu hiện nay được lựa chọn cho các mái vòm tên lửa dẫn đường hồng ngoại tốc độ cao là saphir đơn tinh thể. Saphir có khả năng truyền ánh sáng trong phạm vi hồng ngoại trung bình (300 nm–5 µm), nhưng bắt đầu giảm ở bước sóng lớn hơn xấp xỉ 4,5 µm ở nhiệt độ phòng. Mặc dù độ bền của saphir tốt hơn so với các vật liệu vòm hồng ngoại tầm trung khác ở nhiệt độ phòng, nhưng nó lại yếu đi ở nhiệt độ trên 600 °C.
Truyền sóng bước sóng ánh sáng dẫn hướng liên quan đến sợi quang học và khả năng truyền đồng thời và có mức thất thoát cường độ thấp của một số loại thủy tinh nhất định, một dải tần số (ống dẫn sóng quang học dạng phức) với ít xảy ra hiện tượng nhiễu giữa chúng. Ống dẫn sóng quang được sử dụng làm thành phần trong mạch quang tích hợp hoặc làm phương tiện truyền dẫn trong hệ thống thông tin quang học.

#### Quang–điện tử
Pin mặt trời hay tế bào quang điện (PV cell) là một thiết bị chuyển đổi năng lượng ánh sáng thành năng lượng điện. Về cơ bản, thiết bị chỉ cần thực hiện hai chức năng: tạo ảnh của hạt mang điện (electron và lỗ trống) trong vật liệu hấp thụ ánh sáng, và tách các hạt mang điện tới một tiếp điểm dẫn điện sẽ truyền điện (nói một cách đơn giản là mang electron tắt qua một kim loại tiếp xúc với một mạch ngoài). Sự chuyển đổi này được gọi là hiệu ứng quang điện và lĩnh vực nghiên cứu liên quan đến pin mặt trời được gọi là quang điện.
Pin mặt trời có nhiều ứng dụng. Từ lâu, chúng đã được sử dụng trong các trường hợp không có nguồn điện từ lưới điện, chẳng hạn như trong hệ thống điện ở vùng sâu vùng xa, vệ tinh quay quanh Trái Đất và tàu thăm dò không gian, máy tính cầm tay, đồng hồ đeo tay, điện thoại vô tuyến từ xa và các ứng dụng bơm nước. Gần đây hơn, chúng bắt đầu được sử dụng trong các cụm mô-đun năng lượng mặt trời (bảng quang điện) được kết nối với lưới điện thông qua một bộ biến tần, không hoạt động như một nguồn cung cấp duy nhất mà là một nguồn điện bổ sung.
Tất cả các tế bào năng lượng mặt trời đều cần một vật liệu hấp thụ ánh sáng có trong cấu trúc tế bào để hấp thụ các photon và tạo ra các điện tử thông qua hiệu ứng quang điện. Các vật liệu được sử dụng trong pin mặt trời có xu hướng có đặc tính là hấp thụ ưu tiên các bước sóng của ánh sáng mặt trời truyền đến bề mặt Trái Đất. Một số pin mặt trời cũng được tối ưu hóa để hấp thụ ánh sáng bên ngoài bầu khí quyển của Trái Đất.